# 烏德里伊夫齊
49°3′23″N 26°48′44″E / 49.05639°N 26.81222°E
烏德里伊夫齊（烏克蘭語：Удріївці）是位於烏克蘭西部赫梅利尼茨基州裏卡緬涅茨-波多利斯基區的村莊，始建於1578年，面積1.66平方公里，海拔高度321米，2001年人口532，人口密度每平方公里320.5人。